# وارقاوية
الوارقاوية (الاسم العلمي: Phylliini) هي قبيلة من الحشرات تتبع فصيلة الوارقات من رتبة الشبحيات.

## أجناس الوارقاوية
- الوارقة